# El setè segell
El setè segell (títol original en suec: Det sjunde inseglet) és una pel·lícula sueca del 1957 del director Ingmar Bergman, rodada en blanc i negre i guanyadora de diversos premis i una nominació a la Palma d'Or. Televisió de Catalunya la va emetre subtitulada en català al 30 de març del 1997.
La pel·lícula ha estat considerada un gran clàssic del cinema universal. Va suposar l'establiment d'Ingmar Bergman com un director de renom, i moltes de les seues escenes esdevenen ja una icona, gràcies als nombrosos homenatges i paròdies que han anat apareixent al llarg del temps. El setè segell aborda nombroses qüestions metafísiques i espirituals, que van donar origen a un corrent de pel·lícules que estudien la temàtica de la fe religiosa en una època marcada per les amenaces nuclears.

## Argument
El film transcorre a la Suècia del segle xiv, quan Europa està marcada per la pesta negra. Antonius Block, un cavaller que ha passat deu anys a les croades, torna a casa en companyia del seu escuder Jöns. L'experiència de Block l'ha tornat un home cansat i desencantat amb la vida. El cavaller es trobarà durant el seu camí amb la Mort, amb la qual hi jugarà una partida d'escacs, amb l'esperança de guanyar temps per trobar-li un sentit a la vida. Durant el seu camí, es trobarà amb diversos personatges representatius de la societat de l'època, destacant Jof, un joglar que té visions de la Mare de Déu, la seua dona Mia i el seu fill, a més del director de la companyia joglaresca a la qual pertanyen.

## Repartiment
- Max von Sydow: Antonius Block, cavaller
- Gunnar Björnstrand: Jöns, escuder
- Nils Poppe: Jof
- Bibi Andersson: Mia, dona de Jof
- Bengt Ekerot: la Mort
- Åke Fridell: Plog, ferrer
- Inga Gill: Lisa, dona del ferrer
- Erik Strandmark: Jonas Skat
- Bertil Anderberg: Raval, el lladre
- Gunnel Lindblom: noia muda
- Maud Hansson: bruixa
- Inga Landgré: Karin, la dona de Block
- Gunnar Olsson: Albertus Pictor, pintor d'esglésies
- Anders Ek: monjo
- Lars Lind: monjo jove
- Benkt-Åke Benktsson: mercader
- Tor Borong: granjer
- Gudrun Brost: donzella

## Premis i reconeixement
Principals guardons que va rebre:
- Premi especial del Jurat (juntament amb la pel·lícula Kanal)[6] a Ingmar Bergman, i nominació a la Palma d'Or al Festival Internacional de Cinema de Canes.
- Fotogramas de Plata al millor intèrpret de cinema estranger (Max von Sydow).
- Premi CEC (Círculo de Escritores Cinematográficos) a les millors pel·lícula i director estrangers (Ingmar Bergman).
- Premis Sant Jordi de Cinema a la millor pel·lícula de l'any (Ingmar Bergman) i al millor actor estranger (Max von Sydow).